# جذور حجرية
تتكون الجذور الحجرية (Rhizoliths) عن طريق نقل الكالسيوم2+ والبيكربونات3- الذائبة، مما يعزز من ترسيب كربونات الكالسيوم3 في قطر يصل لعدة سنتيمترات حول الجذور. ويشيع تكون الجذور الحجرية في الترسبات الكلسية التي تتميز بوجود كميات هائلة من الكالسيوم2+ في نطاق الجذور ومن الممكن أن تؤدي إلى تكون قشرة قاسية حول الجذور يطلق عليها جذور حجرية.

## أنظمة الجذور في مقابل أنظمة الجحور
تشبه الجذور الحجرية جحور الحيوانات في أنها دائرية في المقطع العرضي وأسطوانية في الشكل. فتتباين أطوالها تباينًا ملحوظًا من عدة سنتيمترات وحتى عدة أمتار، وقد بلغ أطولها حتى الآن  حوالي 4 أمتار. أما الجحور في الجانب المقابل، فيبلغ طولها، بوجه عام، أقل من متر على الرغم من وجود عدد من الجحور الضخمة المعروفة؛ حيث بلغ طول بعض الجحور 9 أمتار، ولكن قطرها لم يتجاوز 0.5 سم. أما قطر الجذور الحجرية فيتراوح بين 0.1 مم وحتى 20 سم.

## الجذور الحجرية في مقابل التصخر
يتميز التصخر عن تشكلات الجذور الحجرية في الطريقة التي تتكون بها. ويُعرف التصخر بأنه عملية تشكل الأحافير حيث تتحول المواد العضوية إلى مواد صخرية عن طريق ترشيح الماء الذي يحتوي على مواد غير عضوية ذائبة، مثل كربونات الكالسيوم والسيليكا، والتي تحل محل المواد العضوية الأصلية، وتُبقي في بعض الأحيان على الهيكل الأصلي له. وبالتالي فإن تصخر الجذور هي العملية التي تتضمن استبدال وتشريب وتعبئة فراغ المواد العضوية بمواد معدنية دون خسارة خصائص الجذر التشريحية خسارة كاملة، بينما تتكون تشكلات الجذور والتي تتضمن الجذور الحجرية عن طريق تراكمات المواد المعدنية حول الجذور. وقد يحدث هذا التراكم، الذي عادة ما يكون مصحوبًا بالتحام، خلال حياة جذور النباتات أو بعد موتها.

## تكون الجذور الحجرية

### عملية تكون الجذور الحجرية
تؤدي النباتات دورًا في التعرية الحيوية. فتسرع جذور النباتات من تعرية الصخور من خلال تبادل أيونات H+ من جذورها لأيونات Ca2+، Mg2+، K+, وغيرها في الصخور. تأخذ بعض الجذور أنيونات أكثر من الكاتيونات. وتحافظ الجذور على حيادها الكهربي بإخراج أيونات HCO3- بدلاً من أيونات H+. وفي تلك الحالة، يرتفع الأس الهيدروجيني للتربة المحيطة به بدلاً من انخفاضها. وهو ما قد يحفز ترسب كربونات الكالسيوم حول الجذور، متسببًا في تكون التحجر الجذري. ومن الطرق الممكنة الأخرى لتكون أغلفة الجذور خمسة من الطرق الكيميائية الحيوية تعتمد على (1) تواجد الأحماض العضوية التي ترشحها جذور النباتات الحية؛ و(2) العلاقات التكافلية بين الجذور وبكتريا التربة؛ و(3) العلاقات التكافلية بين الجذور وأنواع محددة من فطريات التربة؛ و(4) وجود بعض طحالب التربة الزرقاء الخضراء التي تتميز بوجود بكتريا ترسيب توجد في الأغلفة المخاطية؛ و(5) خصائص استبعاد الكالسيوم لكربونات الكالسيوم خارج الجذر. وعلى الرغم من أن تحجر الجذور قد يتكون نتيجة لواحدة من هذه العمليات أو عدد منها، فإن الخيار الأول هو الأسلوب المفضل. وهناك دليل على أن تكلس الجذر يحدث في فترة تسبق فترات المناخ الجاف أو خلالها و/أو في أنظمة الرطوبة ذات الموسمية القوية.

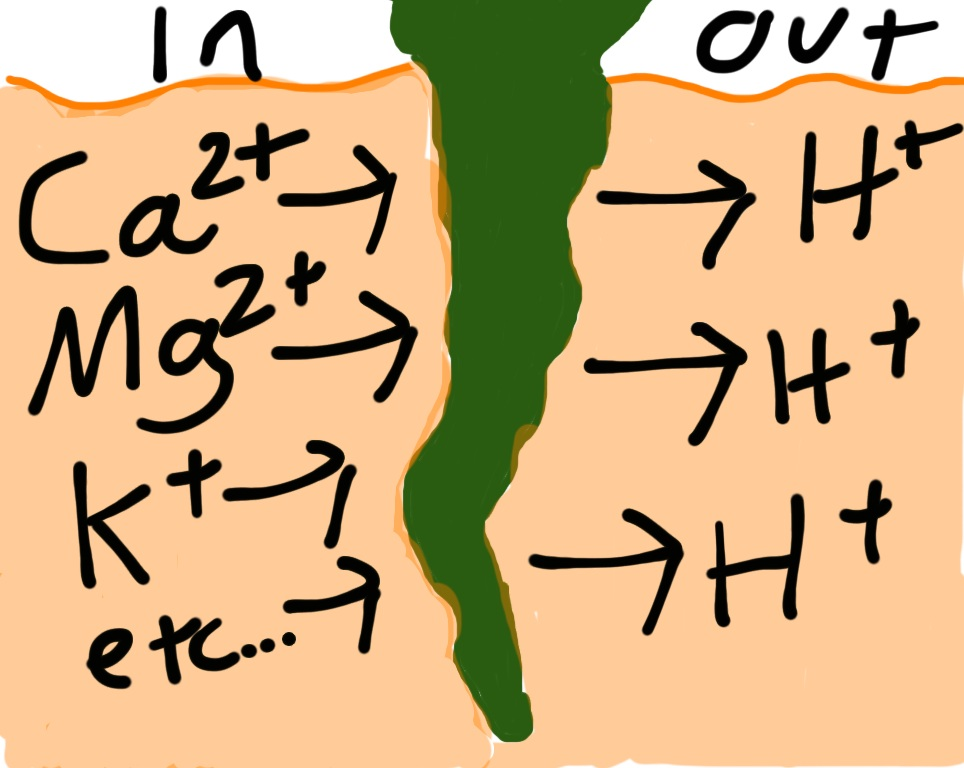
تدفق الأيون الطبيعي الذي يحدث خلال عملية حفر أنظمة الجذور.
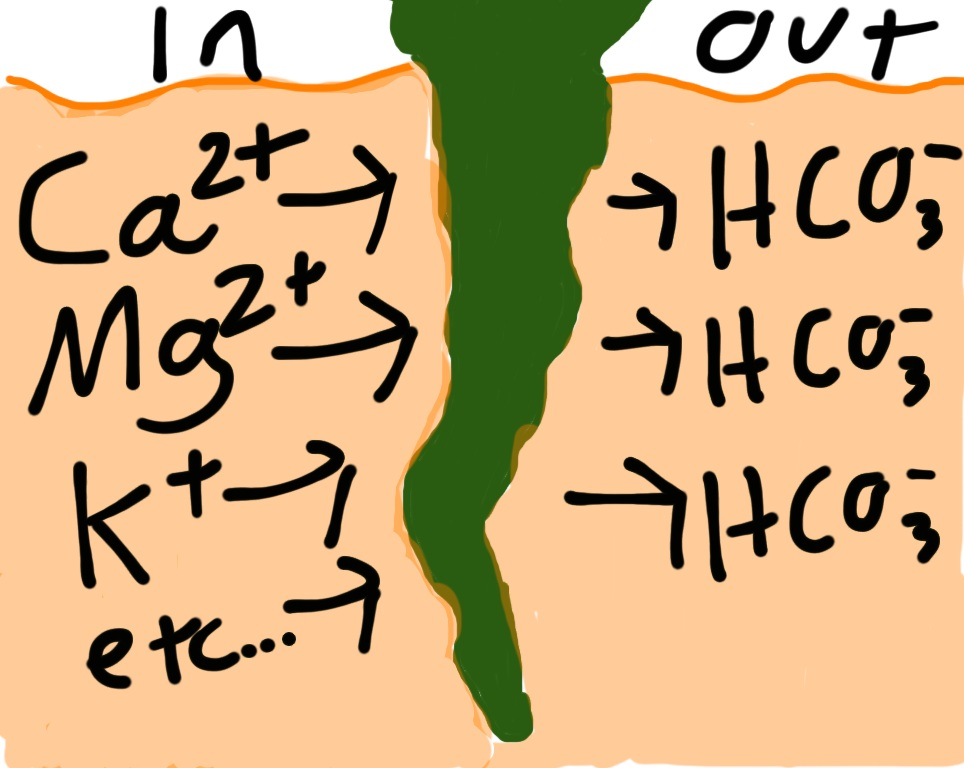
تدفق الأيون الذي يحدث خلال عملية حفر أنظمة الجذور التي تحدث خلال تكون الجذور.

## معرض الصور

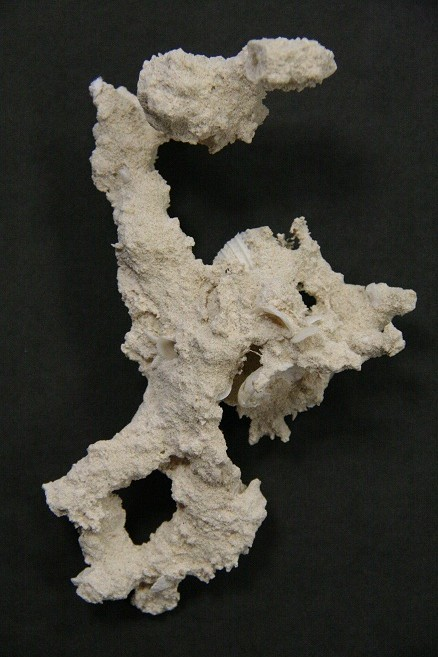
عينة جذور حجرية، حجر جيري، ريو اجارتوس، شبه جزيرة يوكاتان
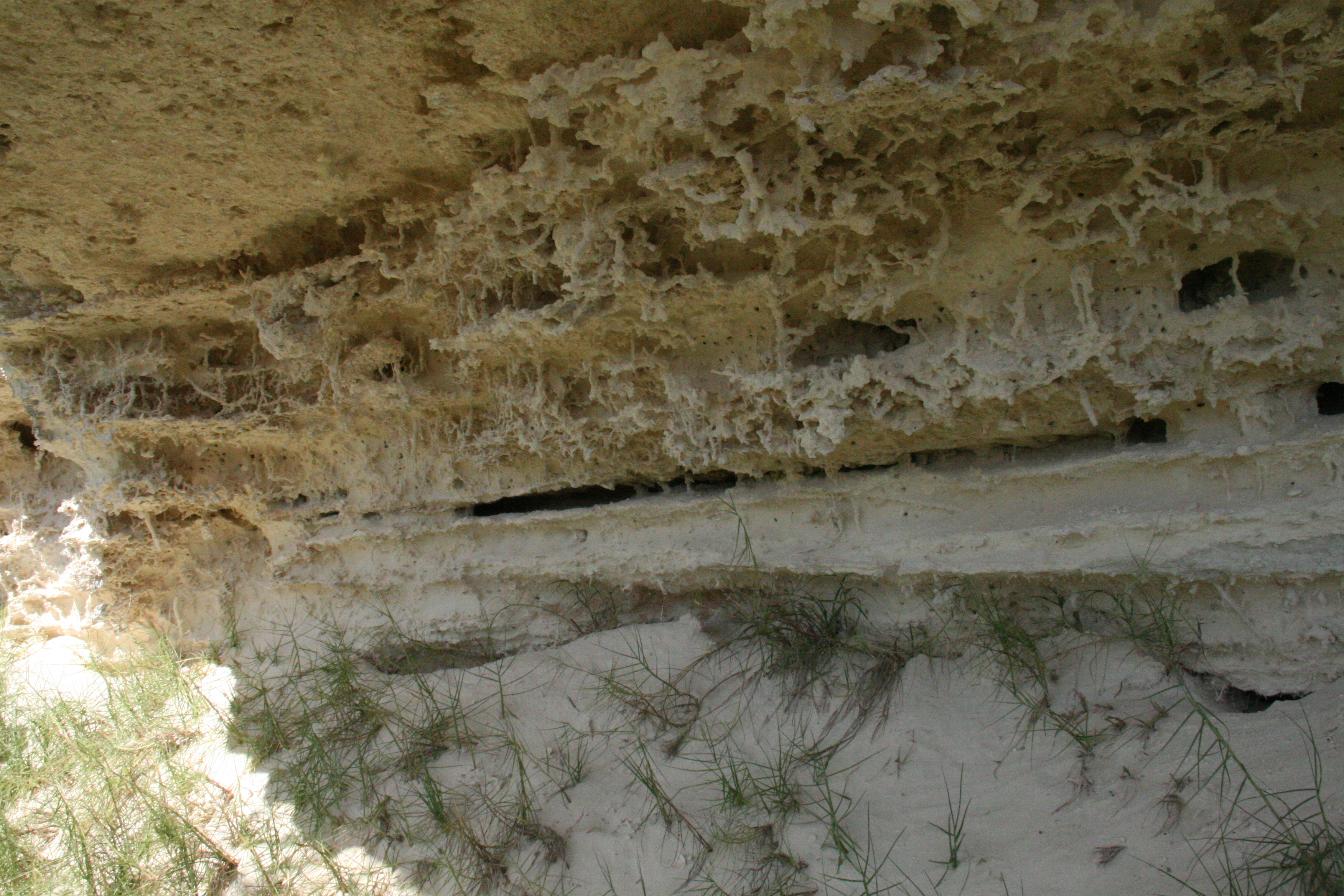
مجموعة جذور حجرية، تم الكشف عنها بعد نحت الريح 1، حجر جيري، ريو اجارتوس، شبه جزيرة يوكاتان
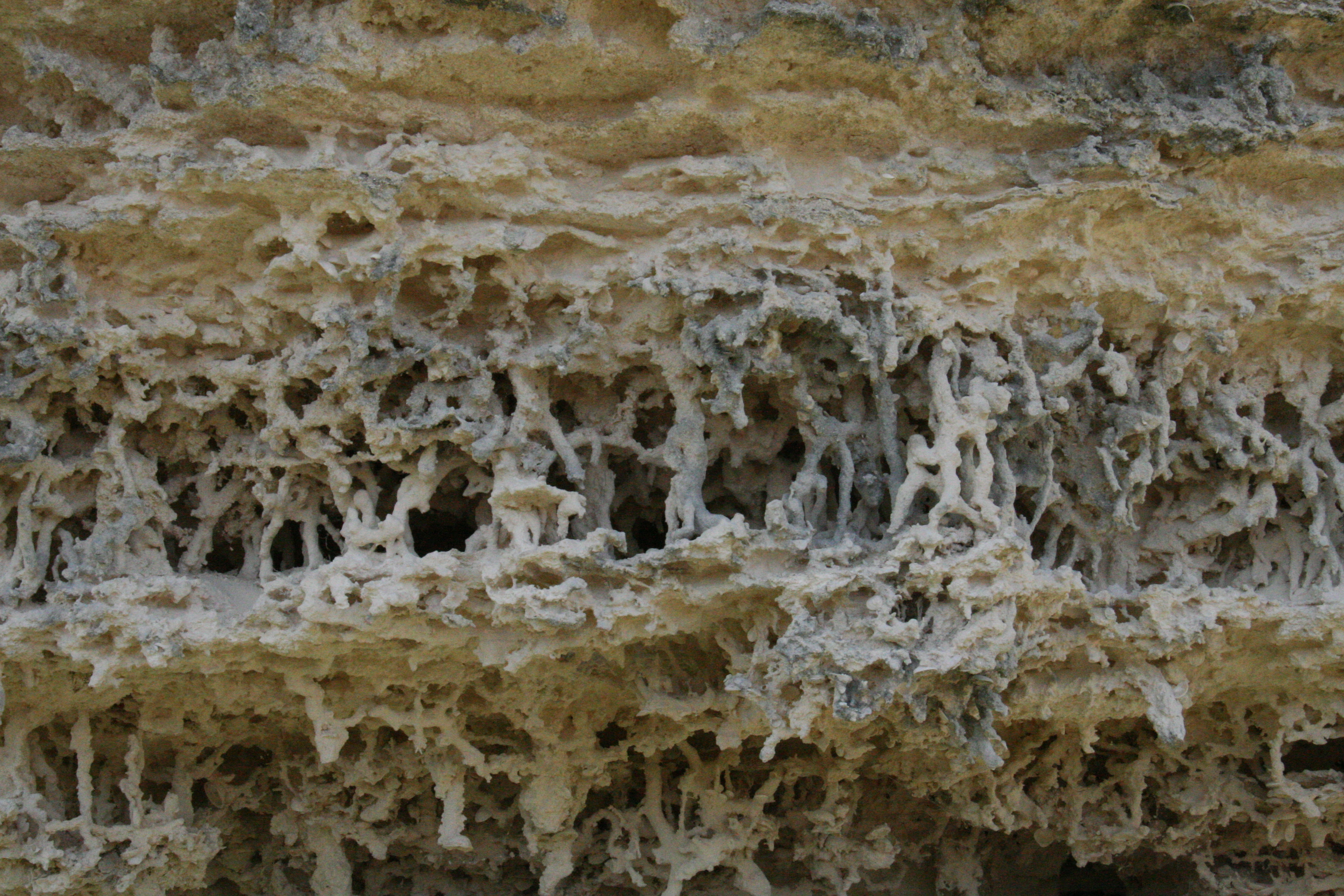
مجموعة جذور حجرية، تم الكشف عنها بعد نحت الريح 4، حجر جيري، ريو اجارتوس، شبه جزيرة يوكاتان
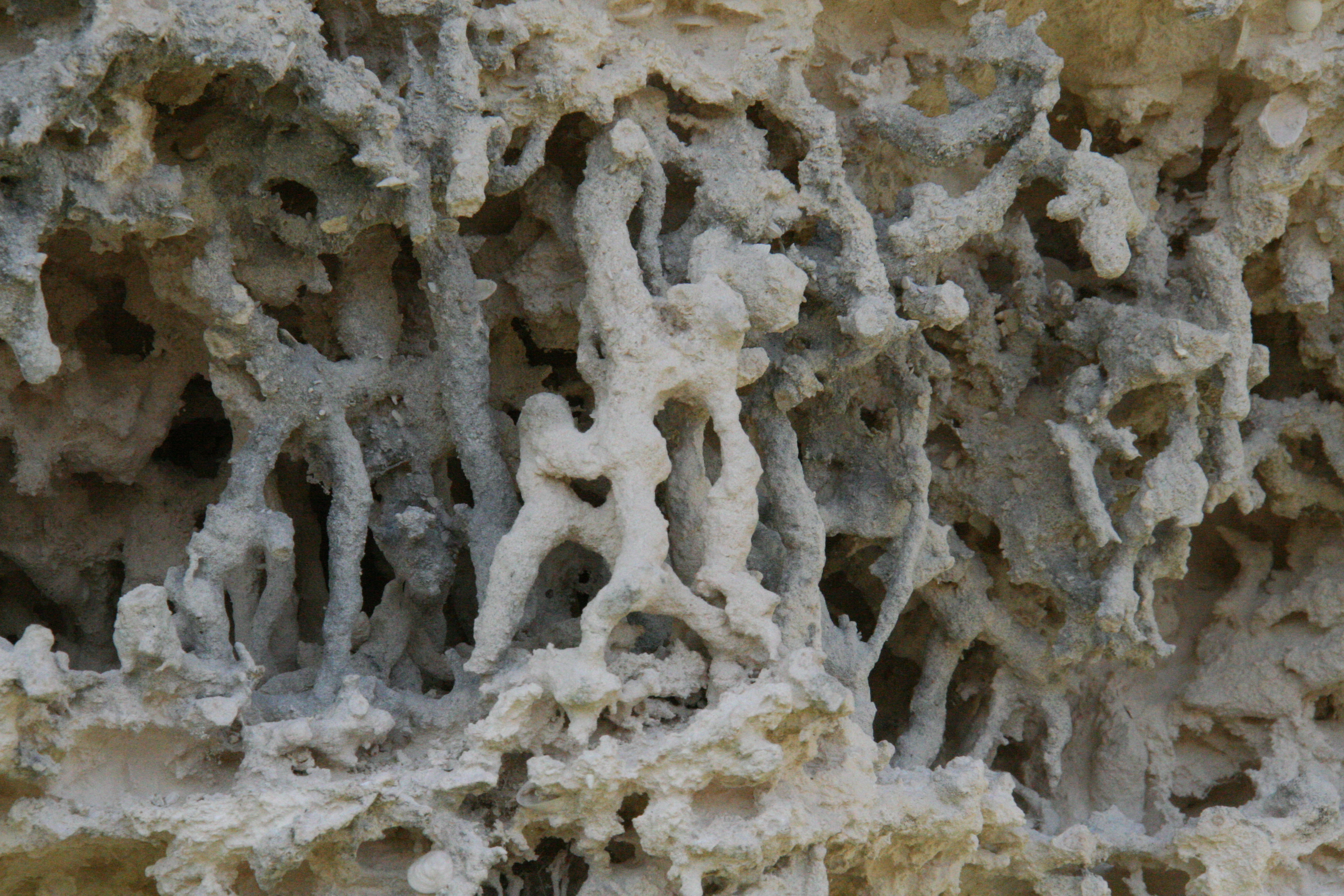
مجموعة جذور حجرية، تم الكشف عنها بعد نحت الريح 3، حجر جيري، ريو اجارتوس، شبه جزيرة يوكاتان
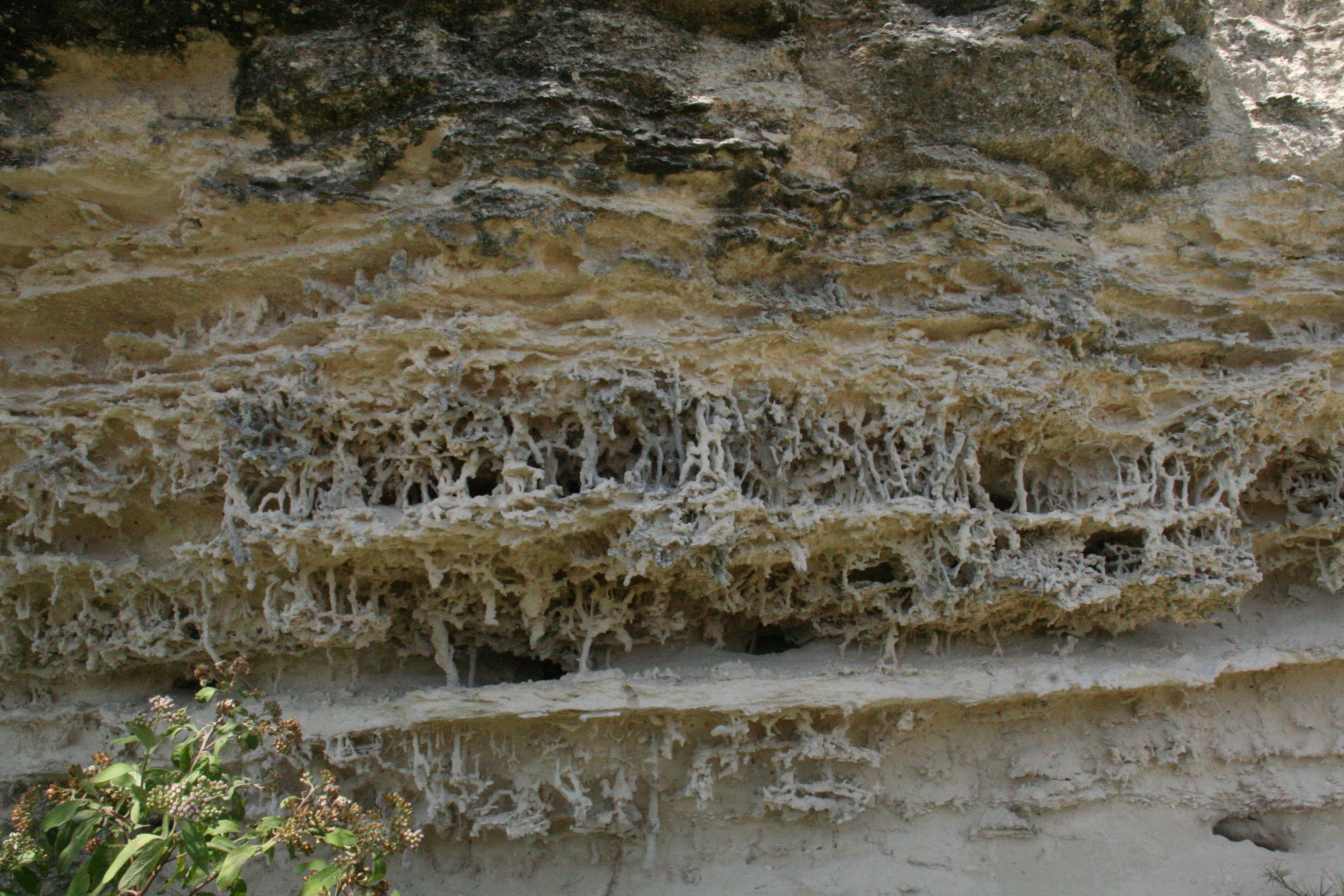
مجموعة جذور حجرية، تم الكشف عنها بعد نحت الريح 2، حجر جيري، ريو اجارتوس، شبه جزيرة يوكاتان